# إفير كاباييرو
إفير كاباييرو (بالإسبانية: Ever Caballero)‏ هو لاعب كرة قدم ومدرب كرة قدم باراغواياني في مركز حراسة المرمى، ولد في 27 أبريل 1982 في أسونسيون في باراغواي. لعب مع نادي غواراني.

## وصلات خارجية
- إفير كاباييرو على موقع الاتحاد الدولي (مؤرشف)  (الإنجليزية)
- إفير كاباييرو على موقع Soccerway.com (الإنجليزية)
- إفير كاباييرو على موقع عالم كرة القدم.نت (الإنجليزية)
- إفير كاباييرو على موقع أوليمبيديا (الإنجليزية)